# Hunga (Tonga)
Hunga es la capital del distrito de Motu, en la isla de Vava'u, Tonga. Tiene una población de 172 habitantes en 2021.